# FC Rapid Ghidighici
FC Rapid Ghidighici byl moldavský fotbalový klub sídlící ve vesnici Ghidighici. Byl založen v roce 1950 jako CSA Cahul. 7. března 2014 klubové vedení oznámilo rozpuštění mužstva.

## Úspěchy
- Divizia A ( 1x )
  - 2003/04
- Divizia B ( 1x )
  - 1993/94

## Historické názvy
- 1950 – CSA Cahul (Clubul Sportiv al Armati Cahul)
- 1992 – CSA Victoria Cahul (Clubul Sportiv al Armati Victoria Cahul)
- 1998 – CSA Victoria Chişinău (Clubul Sportiv al Armati Victoria Chişinău)
- 2000 – CSA ABV Chişinău (Clubul Sportiv al Armati ABV Chişinău)
- 2001 – CSA Buiucani Chişinău (Clubul Sportiv al Armati Buiucani Chişinău)
- 2002 – FCA Victoria Chişinău (Fotbal Club al Armati Victoria Chişinău)
- 2005 – CSCA-Agro Stauceni (Clubul Sportiv Central al Armati-Agro Stauceni)
- 2006 – CSCA Chişinău (Clubul Sportiv Central al Armati Chişinău)
- 2007 – CSCA-Steaua Chişinău (Clubul Sportiv Central al Armati-Steaua Chişinău)
- 2008 – CSCA-Rapid Chişinău (Clubul Sportiv Central al Armati-Rapid Chişinău; sloučení s FC Rapid Ghidigici)
- 2011 – FC Rapid Ghidighici (Fotbal Club Rapid Ghidighici)

## Poslední soupiska
| Číslo |           | Pozice | Hráč               |
| ----- | --------- | ------ | ------------------ |
| 1     | Moldavsko | B      | Mihail Moraru      |
| 2     | Moldavsko | Z      | Sergiu Calmaţui    |
| 4     | Moldavsko | Z      | Pavel Gurău        |
| 7     | Nigérie   | Z      | Chidi Ebuzoemi     |
| 7     | Moldavsko | Z      | Cristian Efros     |
| 8     | Rumunsko  | O      | Constantin Arbănaş |
| 10    | Moldavsko | Ú      | Stanislav Luca     |
| 11    | Moldavsko | Z      | Vladimir Ambros    |
| 11    | Moldavsko | Z      | Dan Taras          |

| Číslo |           | Pozice | Hráč                  |
| ----- | --------- | ------ | --------------------- |
| 15    | Moldavsko | O      | Ion Arabadji          |
| 17    | Moldavsko | Ú      | Iurie Levandovschi    |
| 20    | Moldavsko | Z      | Serghei Bobrov        |
| 21    | Moldavsko | Z      | Vitalie Plămădeală    |
| 22    | Moldavsko | O      | Ion Durbala           |
| 23    | Moldavsko | O      | Dumitru Bogdan        |
| 27    | Moldavsko | Z      | Cristian Prozorovschi |
| 88    | Moldavsko | Z      | Vladimir Potlog       |
|       | Moldavsko | Z      | Nichita Semcov        |

## Umístění v jednotlivých sezonách
Legenda: Z - zápasy, V - výhry, R - remízy, P - porážky, VG - vstřelené góly, OG - obdržené góly, +/- - rozdíl skóre, B - body, červené podbarvení - sestup, zelené podbarvení - postup, světle fialové podbarvení - přesun do jiné soutěže
| Sezóny  | Liga              | Úroveň | Z   | V   | R   | P   | VG  | OG  | B   | +/- | Pozice |
| ------- | ----------------- | ------ | --- | --- | --- | --- | --- | --- | --- | --- | ------ |
| 1998/99 | Divizia A         | 2      | ... | ... | ... | ... | ... | ... | ... | ... | 12.    |
| 1999/00 | Divizia A         | 2      | ... | ... | ... | ... | ... | ... | ... | ... | 14.    |
| 2000/01 | Divizia A         | 2      | ... | ... | ... | ... | ... | ... | ... | ... | 8.     |
| 2001/02 | Divizia A         | 2      | ... | ... | ... | ... | ... | ... | ... | ... | 11.    |
| 2002/03 | Divizia A         | 2      | ... | ... | ... | ... | ... | ... | ... | ... | 4.     |
| 2003/04 | Divizia A         | 2      | ... | ... | ... | ... | ... | ... | ... | ... | 4.     |
| 2004/05 | Divizia A         | 2      | ... | ... | ... | ... | ... | ... | ... | ... | 6.     |
| 2005/06 | Divizia A         | 2      | ... | ... | ... | ... | ... | ... | ... | ... | 7.     |
| 2006/07 | Divizia A         | 2      | ... | ... | ... | ... | ... | ... | ... | ... | 3.     |
| 2007/08 | Divizia Națională | 1      | 30  | 5   | 3   | 22  | 21  | 55  | -34 | 18  | 10.    |
| 2008/09 | Divizia Națională | 1      | 30  | 7   | 8   | 15  | 28  | 47  | -19 | 29  | 9.     |
| 2009/10 | Divizia Națională | 1      | 33  | 12  | 9   | 12  | 40  | 39  | +1  | 45  | 6.     |
| 2010/11 | Divizia Națională | 1      | 39  | 15  | 10  | 14  | 39  | 37  | +2  | 55  | 8.     |
| 2011/12 | Divizia Națională | 1      | 33  | 6   | 8   | 19  | 20  | 52  | -32 | 26  | 11.    |
| 2012/13 | Divizia Națională | 1      | 33  | 15  | 4   | 14  | 36  | 38  | -2  | 49  | 5.     |
| 2013/14 | Divizia Națională | 1      | 33  | 6   | 4   | 23  | 27  | 75  | -48 | 20  | 9.     |